# بذور اللوتس
بذور اللوتس أو جوز اللوتس (بالإنجليزية: Lotus seed)‏ هي بذرة نباتات من جنس نيلم، وخاصة نوع نيلم جوزي. تستخدم البذور في المطبخ الآسيوي والطب التقليدي. تباع البذور في الغالب في صورة مجففة أو مقشرة أو كوجبات خفيفة منتفخة، وتحتوي البذور على محتويات غنية بالبروتين وفيتامينات ب والمعادن الغذائية.

## الأنواع
يمكن العثور على نوعين من بذور اللوتس المجففة تجارياً؛ قشر بني وأبيض. يتم حصاد الأول عندما تنضج رأس بذور اللوتس أو تقترب من النضج ويتم حصاد الأخير عندما يكون رأس البذرة لا يزال أخضر بالكامل ولكن ببذور مكتملة النمو تقريبًا. يتم تقشير بذور اللوتس البيضاء وإزالة الأغشية. عند الحصاد، تتم إزالة جرثومة الطعم المر لمعظم البذور باستخدام إبرة مجوفة. بذور اللوتس بنية اللون لأن البذرة الناضجة قد التصقت بغشاءها. تتم إزالة البذرة الصلبة عن طريق تكسير البذور إلى نصفين.
تتأكسد بذور اللوتس المجففة القديمة لتتحول إلى لون بني أصفر. ومع ذلك، يقوم بعض بائعي بذور اللوتس المجففة بتبييض منتجاتهم ببيروكسيد الهيدروجين أو هيدروكسيد الصوديوم أو مواد كيميائية أخرى.[بحاجة لمصدر]

## القيمة الغذائية
لكل 100 جرام، توفر بذور اللوتس المجففة 332 سعرة حرارية وتحتوي على 64٪ كربوهيدرات، و 2٪ دهون، و 15٪ بروتين، و 14٪ ماء. تحتوي البذور على فيتامينات ب بوفرة، وخاصة الثيامين بنسبة 43٪ من القيمة اليومية، والعديد من المعادن الغذائية، مثل المنغنيز بنسبة 116٪ من القيمة اليومية والفوسفور بنسبة 63٪ من القيمة اليومية.

## الإستخدامات
الاستخدام الأكثر شيوعًا للبذور هو معجون بذور اللوتس، والذي يستخدم على نطاق واسع في المعجنات الصينية وكذلك في الحلويات اليابانية.
يجب نقع بذور اللوتس المجففة في الماء طوال الليل قبل استخدامها. يمكن بعد ذلك إضافتها مباشرة إلى الحساء والكونجي أو استخدامها في أطباق أخرى. تُباع بذور اللوتس الطازجة في رؤوس بذور النبات وتؤكل عن طريق كسر البذور الفردية من الرأس المخروطي الشكل وإزالة الغلاف المطاطي. تعد بذور اللوتس المتبلورة، المصنوعة عن طريق تجفيف بذور اللوتس المطبوخة في شراب، وجبة خفيفة صينية شائعة، خاصة خلال رأس السنة الصينية.
بذور اللوتس شائعة أيضًا في الجزء الشمالي من كولومبيا، خاصة في مدن مثل بارانكيا وقرطاجنة. يشير السكان المحليون عادة إلى بذور اللوتس باسم «مارتيلو». تُباع بذور اللوتس الطازجة في أسواق الشوارع ويؤكلها السكان المحليون بشكل عام نيئة.
تُستخدم بذور اللوتس، المعروفة باسم ماخانا، كمكمل غذائي للنساء بعد الولادة في شبه القارة الهندية.
يمكن أيضًا تسخين البذور، مثل الفشار، واستهلاكها كوجبة خفيفة. تُباع بذور اللوتس المنفوخة (أو المنتفخة) باسم فول ماخانا، خاصة في الهند.